# Dórské šestiměstí

Řecké osady v západní Malé Asii, Dórida je modře

Dórské šestiměstí (řecky Δωρικὴ Ἑξάπολις nebo Δωριέων Ἑξάπολις) byl ve starověku svazek šesti měst v Dóridě v Kárii a na přilehlých ostrovech.

## Šest měst
Města na Kósu a na pobřeží Malé Asie byla koloniemi Rhodu. Po jeho dobytí Dóry na začátku 11. století př. n. l. došlo k jejich rozdělení do šesti nezávislých městských států, které v 8. století př. n. l. vytvořily Dórské šestiměstí. Byla to města: Kós na ostrově stejného jména; Knidos a Halikarnássos v Kárii, a také Lindos, Ialysos a Kamiros na Rhodu. Jejich spojení se pravděpodobně uskutečnilo v 7. století př. n. l. pod vlivem Iónského spolku a jako konkurence proti němu.

## Historie
Členové šestiměstí měli společnou svatyni. Byl to Apollónův chrám postavený řeckými městy v regionu Triopion, poblíž města Knidos. Tam se každoročně pořádaly dórské hry, Triopia. Byly to soutěže (Agon), konané ve svatyni šestiměstí v Triopionu u Knidu na počest bohů (Poseidóna, Demétry, Persefony a Herma). Cenou pro vítěze byla bronzová trojnožka, kterou však vítěz musel zanechat v Apollónově chrámu jako dar tomuto bohu. Podle Hérodota bylo město Halikarnássos ze šestiměstí vyloučeno, protože jeho občan jménem Agasiklés, vítěz Triopie, kterému byla udělena cena, ji nedaroval chrámu jako obvykle, ale vzal si ji domů a zavěsil na zeď.
Skutečným důvodem pro vyloučení Halikarnássu může být to, že kárský a především iónský vliv v tomto městě byl příliš velký a byl z dlouhodobého hlediska neslučitelný s dórským spolkem, který byl založen na kmenové příslušnosti.
Spojení zbývajících pěti měst se pak nazývá Dórské pětiměstí. Jeho úpadek začal po zemětřesení v roce 226 př. n. l. a zaniklo pod římskou nadvládou od roku 164 př. n. l.